# خسرومیرزا گرجی
خسرو میرزا باگراتیونی معروف به رستم خان گرجی از حاکمان گرجی ایران در دورهٔ صفویه بود.
وی از سال ۱۰۳۵ داروغه اصفهان پایتخت صفویان بود و سپس به مقام قوللر آغاسی رسید. او در سال ۱۰۴۱ ق به حکومت کارتلی منصوب شد.

## زندگی‌نامه
رستم خان (باگراتیونی) در سال ۱۰۳۵ ق شاه عباس اول، میر عبدالعظیم را از مقام داروغگی اصفهان عزل نمود. او برای انتخاب داروغهٔ جدید با امام قلی خان و گرگین خان مشورت نمود و هر دو خسرو میرزا را فرزند داود خان باگراتیونی از همسر دهقان زاده اش را معرفی کردند. - خسرو میرزا برادر سیمون یکم پادشاه کارتلی و نوهٔ لوارساب یکم بود. برادر وی باگرات خان نیز به حکومت گرجستان شرقی (کاختی و کارتلی) رسید. – شاه عباس در این سال وی را به داروغگی اصفهان منصوب نمود. او اولین گرجی بود که به این مقام منصوب گردید و بعد از آن مقام داروغگی اصفهان همواره با شاهزادگان گرجی بود. وظیفهٔ داروغه محافظت از اصل شهر و خارج شهر و جلوگیری از ارتکاب هر گونه خلاف و ستم و درگیری و امور خلاف شرع همانند فاحشه، میخوارگی و قمار بود. داروغه فرد خاطی را جریمه می‌کرد.
خسرو میرزا از خانواده‌های باگراتیونی بود که با خاندان اوندیلادزه رقابت می‌کرد. وی در زمان شاه عباس علاوه بر منصب داروغگی در اقدامات نظامی نیز شرکت می‌کرد.
پس از درگذشت شاه عباس، در شهر اشراف و امرا و درباریان تصمیم به مخفی نگه داشتن خبر مرگ او گرفتند و پس از مصلحت‌اندیشی با زینب بیگم نامه‌ای برای خسرو میرزا داروغهٔ اصفهان فرستادند مبنی بر اینکه به علت نامناسب بودن هوای مازندران به سوی اصفهان خواهیم آمد و خسرو میرزا و ابوالقاسم بیک ایشک آقاسی دستور دادند پس از اطلاع مضمون نامه سام میرزا را از حرم سرا به دولت خانه آورده محافظت نمایند: ولی پس از افشای راز مرگ شاه عباس افراد تصمیم به برگزیدن سام میرزا به پادشاهی گرفتند و به خسرو میرزا نوشتند تا در خدمت سام میرزا باشد ولی جلوس وی را موقوف بدارد.
خسرو میرزا «از وفور عقیدت و حسن اخلاص و صلاح دولت به جهت دفع مفاسد ملک و استقامت رعیت و آرامش خلق» جلوس شاه صفی را بر سوگواری برای شاه عباس مقام دانسته و در چهارم جمادی‌الثانی سام میرزا را با عنوان شاه صفی بر تخت نشاند.
شاه صفی پس از جلوس بر تخت، خسرو میرزا را به «رستم خان» ملقب نمود و چون خود آگاهی از احوال و اوضاع کشور و مملکت داری نداشت، وی را جزئی از ارکان دولت قرار داد تا خود بر طبق تدابیر وی و چند تن دیگر عمل نماید. رستم خان افزون بر منصب داروغگی اصفهان به منصب فرماندهی غلامان پادشاه نیز رسید.
رستم خان به سرعت مدارج ترقی را طی کرد. او در سال ۱۰۴۱ ق به حکومت کارتلی منصوب شد و مقام داروغگی پایتخت را نیز به وسیلهٔ نایبان خود اداره می‌کرد. هنگام انتصاب به حکومت کارتلی، شاه صفی وی را به لقب «اخوی» سرافراز ساخت. ۱- گیورگی جانیدزه ۲- میرقاسم بیک ۳- باآداه بیک ۴- الکساندر ۵- کنستانتین ۶- رستم ۷- داود
پس از انتصاب رستم خان به حکومت کارتلی، اشراف و اعیان کاختی و کارتلی از او جانب داری کردند و تیموراز یکم مجبور به ترک آنجا شد. به دلیل طرفداری اعیان و طبقه‌های حاکمهٔ گرجستان صفوی از رستم خان، از یک سو سیاست سنجیده و مصالحهٔ عاقلانهٔ او با دربار ایران بود که برای مدتی طولانی گرجستان روی آرامش را دید و دیگر، رعایت اصول زمین‌داری سنتی گرجی که بر اساس حق وراثت بنیاد نهاده شده بود، تحقق پذیرفت.
رستم خان چون فرزندی نداشت یکی از خویشاوندان طهمورث را به فرزندی پذیرفت. شاه نیز فرزند او را ملقب به شاه‌نواز خان نمود. او پس از مرگ رستم خان در سال ۱۶۵۸ م با عنوان واختانگ پنجم به حکومت گرجستان صفوی رسید. جسد رستم خان را نیز در قم به خاک سپردند.

## در سریال
در سریال مهیار عیار که روایتی است از اصفهان دوران صفویه، نقش او را در مقام داروغگی اصفهان سیامک صفری نقش او را بازی کزده است.